# AMC+
Pour les articles homonymes, voir AMC.
AMC+ est un service de vidéo à la demande par abonnement appartenant à AMC Networks et lancé le 11 juin 2020. Le service est une offre groupée premium qui comprend les flux en direct et les bibliothèques de programmes des réseaux de télévision et des marques de streaming de l'entreprise, ainsi que son propre contenu exclusif.

## Historique
AMC+ a été lancé pour la première fois en juin 2020 pour les clients Xfinity et comprenait des contenus qui étaient auparavant exclusivement disponibles pour les abonnés de la chaîne câblée AMC via l'application AMC Premiere.
L'ancienne directrice générale de BBC America, Courtney Thomasma, a été nommée directrice générale d'AMC+ le 8 avril 2021.
Ce service svod reste inédit dans les pays francophones.

## Disponibilité
AMC+ n'était initialement disponible qu'aux États-Unis. Le 23 novembre 2020, AMC+ a été lancé sur Roku. Le 6 avril 2021, AMC+ a été disponible sur YouTube TV.
Le service a été lancé au Canada en tant que chaîne sur Prime Video et Apple TV en août 2021, avant la première de la onzième saison de The Walking Dead. Certains contenus du service américain ne sont pas disponibles au Canada en raison de droits de programmation différents.

## Programmes

### Programmation originale
- Gangs of London (2020–present)
- Ultra City Smiths (2021)
- Kin (2021–present)
- Happy Valley (2021–2023)
- Show Me More (2021–present)
- Ragdoll (2021)
- Firebite (2021–2022)
- La Fortuna (2022)
- That Dirty Black Bag (2022)
- Slippin' Jimmy (2022)
- Cooper's Bar (season 1) (2022)
- This Is Going to Hurt (2022)
- Moonhaven (2022)
- Pantheon (2022)
- The Creep Tapes (2024)

### Programmation acquise
- The Salisbury Poisonings (2020)
- Cold Courage (2021)
- Spy City (2021)
- Too Close (2021)
- The North Water (2021)
- Broke (2021)
- Anna (2021)
- Anne Boleyn (2021)
- The Ipcress File (2022)
- Slo Pitch (2022)

### Films exclusifs
- A Banquet
- Apex
- Archenemy
- Barbarians
- Catch the Fair One
- Clean
- Dangerous
- Dual
- Happening
- I Am Mortal
- Last Looks
- No Man of God
- Paris, 13th District
- Prisoners of the Ghostland
- Revealer
- Rogue Agent
- Section Eight
- Silent Night
- South of Heaven
- Spin Me Round
- Stowaway
- Survive the Game
- The Reef: Stalked
- The Tax Collector
- Warning
- White Elephant

## Programmes de diffusion simultanée

### Diffusion simultanée avec AMC
- 61st Street
- Better Call Saul
- Dark Winds
- Les Envoyés d'ailleurs
- Eli Roth's History of Horror
- Fear the Walking Dead
- Friday Night In with The Morgans
- Interview with the Vampire
- Kevin Can F**k Himself
- Lucky Hank
- Mayfair Witches
- Mister Spade
- NOS4A2
- Orphan Black: Echoes
- Parish
- Ride with Norman Reedus
- Soulmates
- Tales of the Walking Dead
- Talking Dead
- The Terror
- The Walking Dead
- The Walking Dead: Daryl Dixon
- The Walking Dead: Dead City
- The Walking Dead: The Ones Who Live
- The Walking Dead: World Beyond
- You Are Here

### Diffusion simultanée avec BBC America
- Africa's Wild Year
- Killing Eve
- Meerkat Manor: Rise of the Dynasty
- The Split
- Ten Percent
- The Watch

### Diffusion simultanée avec IFC
- Brockmire
- Cooper's Bar (saison 2)
- Documentary Now!
- Hullraisers
- Sherman's Showcase
- SisterS

### Diffusion simultanée avec Shudder
- The 101 Scariest Horror Movie Moments of All Time
- Behind The Monsters
- The Boulet Brothers' Dragula (saison 4–présent)
- The Boulet Brothers' Dragula: Titans
- Creepshow
- Cursed Films
- Deadhouse Dark
- Queer for Fear: The History of Queer Horror
- Slasher (saison 4–présent)

### Diffusion simultanée avec Sundance TV/Sundance Now
- Black Snow
- Clean Sweep
- Deutschland 89
- A Discovery of Witches
- The Gulf
- The Long Shadow
- The Pact
- Riviera
- Rosehaven
- Sanctuary: A Witch's Tale
- State of the Union
- The Suspect
- Totally Completely Fine
- True Crime Story
- The Vanishing Triangle
- Wisting
- Wrongly Accused

## Sites Externes
- Site Officiel